# 勒林茨·陶马什
勒林茨·陶马什（匈牙利語：Lőrincz Tamás，1986年12月20日—），匈牙利男子摔跤运动员。他曾代表匈牙利参加2008年、2012年、2016年和2020年夏季奥林匹克运动会摔跤比赛，共获得一枚金牌和一枚银牌。